# Crateri di 243 Ida
Segue una lista dei crateri d'impatto presenti sulla superficie di 243 Ida. La nomenclatura di 243 Ida è regolata dall'Unione Astronomica Internazionale; la lista contiene solo formazioni esogeologiche ufficialmente riconosciute da tale istituzione.
I crateri di Ida portano i nomi di grotte e caverne della Terra.
Sono tutti stati identificati durante il fly-by della sonda Galileo, l'unica ad avere finora raggiunto Ida.

## Prospetto
| Cratere      | Eponimo | Latitudine | Longitudine | Diametro |
| ------------ | --- | ---------- | ----------- | -------- |
| Afon         | La grotta carsica di Novy Afon in Georgia. Questo cratere è stato scelto per segnare il meridiano fondamentale di Ida.              | 6,5° S     | 0° E        | 0,8 km   |
| Atea         | La grotta di Atea in Papua Nuova Guinea                                                                                             | 5,7° S     | 18,9° E     | 2 km     |
| Azzurra      | La Grotta Azzurra sull'isola di Capri in Italia.                                                                                    | 30,5° N    | 217,2° E    | 9,6 km   |
| Bilemot      | Le grotte vulcaniche di Bilemot in Corea.                                                                                           | 27,8° S    | 29,2° E     | 1,8 km   |
| Castellana   | Le grotte di Castellana in Italia.                                                                                                  | 13,4° S    | 335,2° E    | 5,2 km   |
| Choukoutien  | Il sistema di grotte di Zhoukoudian in Cina dove è stato rinvenuto l'uomo di Pechino.                                               | 12,8° N    | 23,6° E     | 1,1 km   |
| Fingal       | La Grotta di Fingal sull'isola di Staffa nelle Ebridi Interne in Scozia.                                                            | 13,2° S    | 39,9° E     | 1,5 km   |
| Kartchner    | Le caverne di Kartchner in Arizona negli Stati Uniti d'America.                                                                     | 7° S       | 179° E      | 0,9 km   |
| Kazumura     | La grotta vulcanica di Kazumura nelle Hawaii (Stati Uniti d'America).                                                               | 32° S      | 41,1° E     | 2,1 km   |
| Lascaux      | Le Grotte di Lascaux in Francia, patrimonio dell'umanità per i disegni risalenti al paleolitico.                                    | 0,8° N     | 161,2° E    | 11,8 km  |
| Lechuguilla  | La grotta di Lechuguilla nel Nuovo Messico negli Stati Uniti d'America.                                                             | 7,9° N     | 357,1° E    | 1,5 km   |
| Mammoth      | Le grotte del Parco nazionale di Mammoth Cave, patrimonio dell'umanità per l'unicità geologica e le forme di vita in essa presenti. | 18,3° S    | 180,3° E    | 10,2 km  |
| Manjang      | Le grotte vulcaniche di Manjang in Corea.                                                                                           | 28,3° S    | 90,5° E     | 1 km     |
| Orgnac       | La grotta carsica d'Orgnac in Francia.                                                                                              | 6,3° S     | 202,7° E    | 10,6 km  |
| Padirac      | L'orrido di Padirac in Francia. | 4,3° S     | 5,2° E      | 1,9 km   |
| Peacock      | Le grotte di Peacock in Florida negli Stati Uniti d'America.                                                                        | 2° S       | 52° E       | 0,2 km   |
| Postojna     | Le Grotte di Postumia (Postojna in sloveno) in Slovenia.                                                                            | 42,9° S    | 359,9° E    | 6 km     |
| Sterkfontein | Le Grotte di Sterkfontein in Sudafrica.                                                                                             | 4,1° S     | 54,1° E     | 4,7 km   |
| Stiffe       | Le Grotte di Stiffe in Abruzzo (Italia).                                                                                            | 27,9° S    | 126,5° E    | 1,5 km   |
| Undara       | Le grotte vulcaniche di Undara nel Queensland settentrionale in Australia.                                                          | 2° N       | 113,8° E    | 8,5 km   |
| Viento       | Le grotte vulcaniche di Viento in Spagna.                                                                                           | 12,2° N    | 343,9° E    | 1,6 km   |